# Babœuf
Ne pas confondre avec le révolutionnaire français Gracchus Babeuf
Babœuf est une commune française située dans le département de l'Oise, en région Hauts-de-France.

## Géographie

### Description

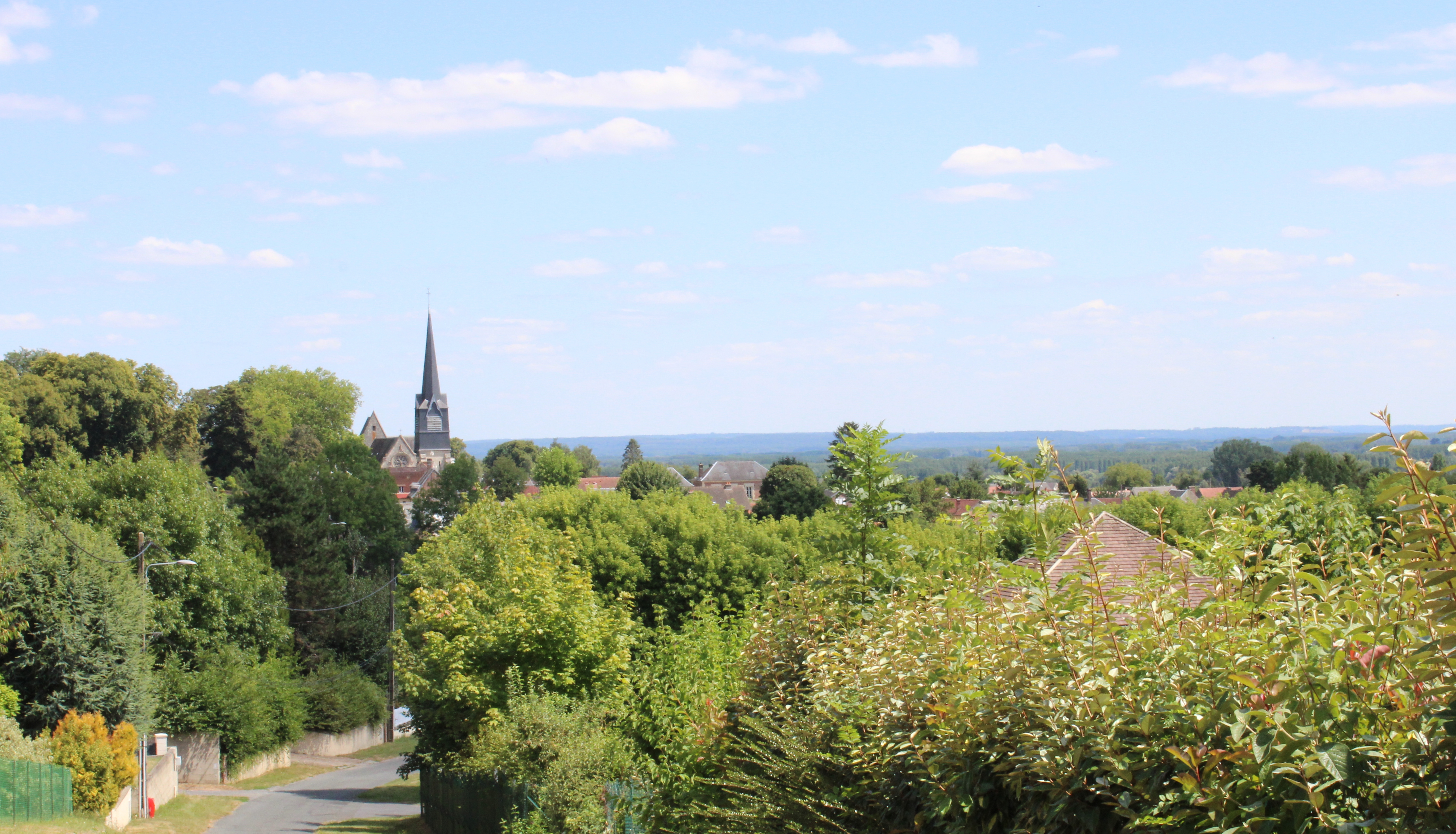
Panorama du village.

Babœuf est un village situé au nord-est de l'Oise. Cette commune est proche de la limite entre les départements de l'Oise et de l'Aisne. Babœuf est traversée par la route départementale D 1032 reliant Noyon (Oise) à Chauny (Aisne). Babœuf se situe à 10 km environ de Noyon.

### Hydrographie

#### Réseau hydrographique
La commune est située dans le bassin Seine-Normandie. Elle est drainée par le canal latéral à l'Oise, l'Oise, divers bras du le canal latéral à l'Oise, le fossé 01 de la commune de Béhéricourt, le fossé 02 de la commune de Baboeuf, le fossé des Bédants divers bras de l'Oise et divers autres petits cours d'eau,.
Le canal latéral à l'Oise est un canal de gabarit Freycinet qui dessert l'Est de la Picardie. D'une longueur de 35 km, il connecte le canal de Saint-Quentin (depuis Chauny) à l'Oise canalisée à hauteur de JanvilleChauny) à l'Oise canalisée à hauteur de Janville, après avoir traversé 22 communes.
L'Oise prend sa source en Belgique, à 309 mètres d'altitude, dans l'ancienne commune de Forges et se jette dans la Seine à 20 mètres d'altitude, au Pointil en rive droite et en aval du centre de Conflans-Sainte-Honorine dans le département des Yvelines. D'une longueur 341 kilomètres, elle est presque entièrement navigable et bordée de canaux sur 104 kilomètres.

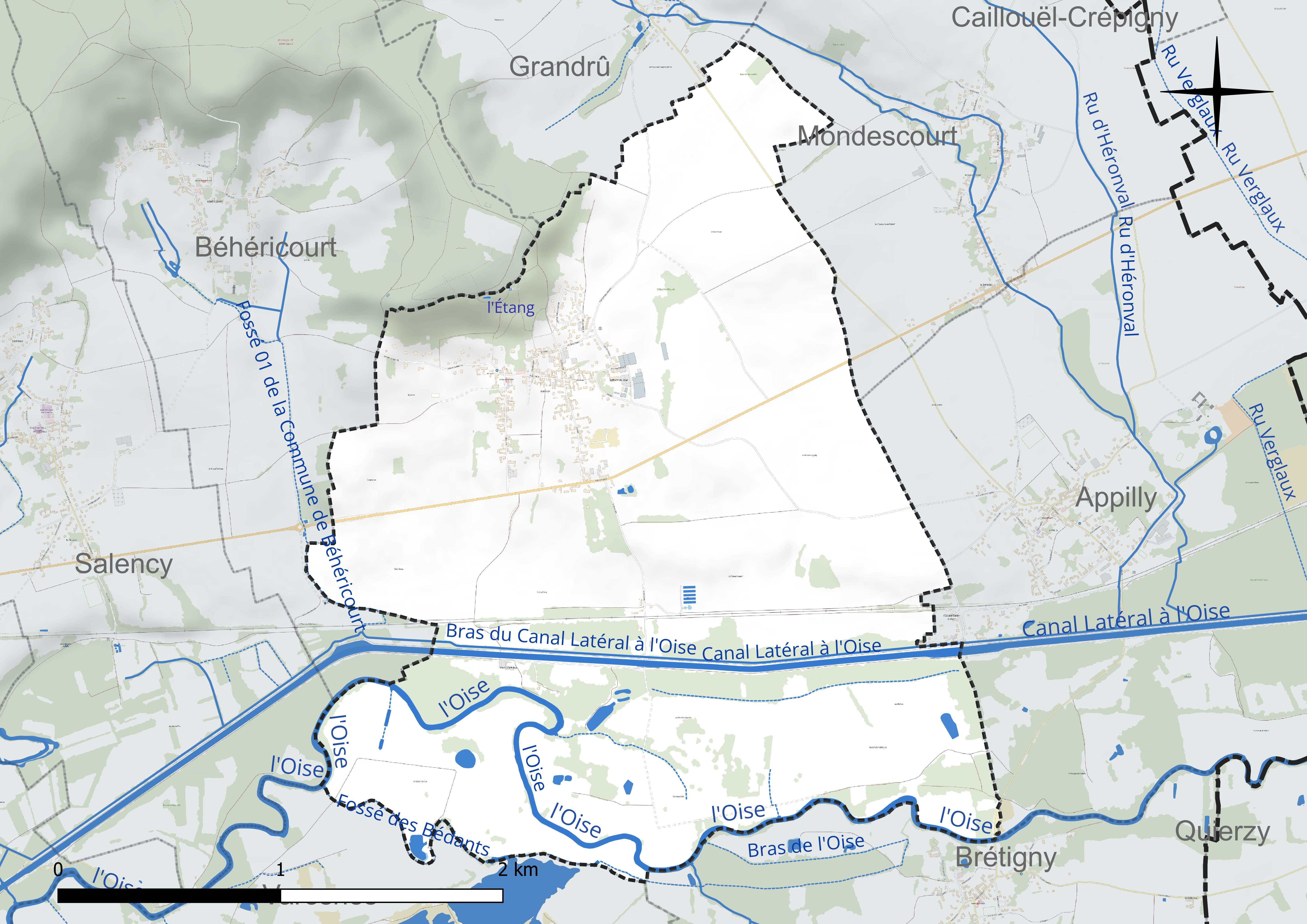
Réseau hydrographique de Babœuf.

Un plan d'eau complète le réseau hydrographique : l'étang (0 ha),.

#### Gestion et qualité des eaux
Le territoire communal est couvert par le schéma d'aménagement et de gestion des eaux (SAGE) « Sensée ». Ce document de planification concerne un territoire de 1 013 km2 de superficie, délimité par le bassin versant de l'Oise moyenne. Le périmètre a été arrêté le 24 avril 2017 et le SAGE est, en 2024, encore en élaboration. La structure porteuse de l'élaboration et de la mise en œuvre est le syndicat mixte du SAGE Oise-Moyenne (SMOM).
La qualité des cours d'eau peut être consultée sur un site dédié géré par les agences de l'eau et l'Agence française pour la biodiversité.

### Climat
Pour des articles plus généraux, voir Climat des Hauts-de-France et Climat de l'Oise.
En 2010, le climat de la commune est de type climat océanique dégradé des plaines du Centre et du Nord, selon une étude du CNRS s'appuyant sur une série de données couvrant la période 1971-2000. En 2020, Météo-France publie une typologie des climats de la France métropolitaine dans laquelle la commune est dans une zone de transition entre le climat océanique et le climat océanique altéré et est dans la région climatique Nord-est du bassin Parisien, caractérisée par un ensoleillement médiocre, une pluviométrie moyenne régulièrement répartie au cours de l'année et un hiver froid (3 °C).
Pour la période 1971-2000, la température annuelle moyenne est de 10,7 °C, avec une amplitude thermique annuelle de 15,8 °C. Le cumul annuel moyen de précipitations est de 742 mm, avec 12,2 jours de précipitations en janvier et 8,9 jours en juillet. Pour la période 1991-2020, la température moyenne annuelle observée sur la station météorologique la plus proche, située sur la commune de Chauny à 10 km à vol d'oiseau, est de 11,1 °C et le cumul annuel moyen de précipitations est de 709,9 mm,. Pour l'avenir, les paramètres climatiques de la commune estimés pour 2050 selon différents scénarios d'émission de gaz à effet de serre sont consultables sur un site dédié publié par Météo-France en novembre 2022.

## Urbanisme

### Typologie
Au 1er janvier 2024, Babœuf est catégorisée commune rurale à habitat dispersé, selon la nouvelle grille communale de densité à sept niveaux définie par l'Insee en 2022.
Elle est située hors unité urbaine. Par ailleurs la commune fait partie de l'aire d'attraction de Noyon, dont elle est une commune de la couronne,. Cette aire, qui regroupe 38 communes, est catégorisée dans les aires de moins de 50 000 habitants,.

### Occupation des sols
L'occupation des sols de la commune, telle qu'elle ressort de la base de données européenne d'occupation biophysique des sols Corine Land Cover (CLC), est marquée par l'importance des territoires agricoles (82,9 % en 2018), une proportion sensiblement équivalente à celle de 1990 (83 %). La répartition détaillée en 2018 est la suivante :
terres arables (52,1 %), prairies (27,2 %), forêts (13 %), zones urbanisées (4 %), zones agricoles hétérogènes (3,6 %), eaux continentales (0,1 %). L'évolution de l'occupation des sols de la commune et de ses infrastructures peut être observée sur les différentes représentations cartographiques du territoire : la carte de Cassini (XVIIIe siècle), la carte d'état-major (1820-1866) et les cartes ou photos aériennes de l'IGN pour la période actuelle (1950 à aujourd'hui).

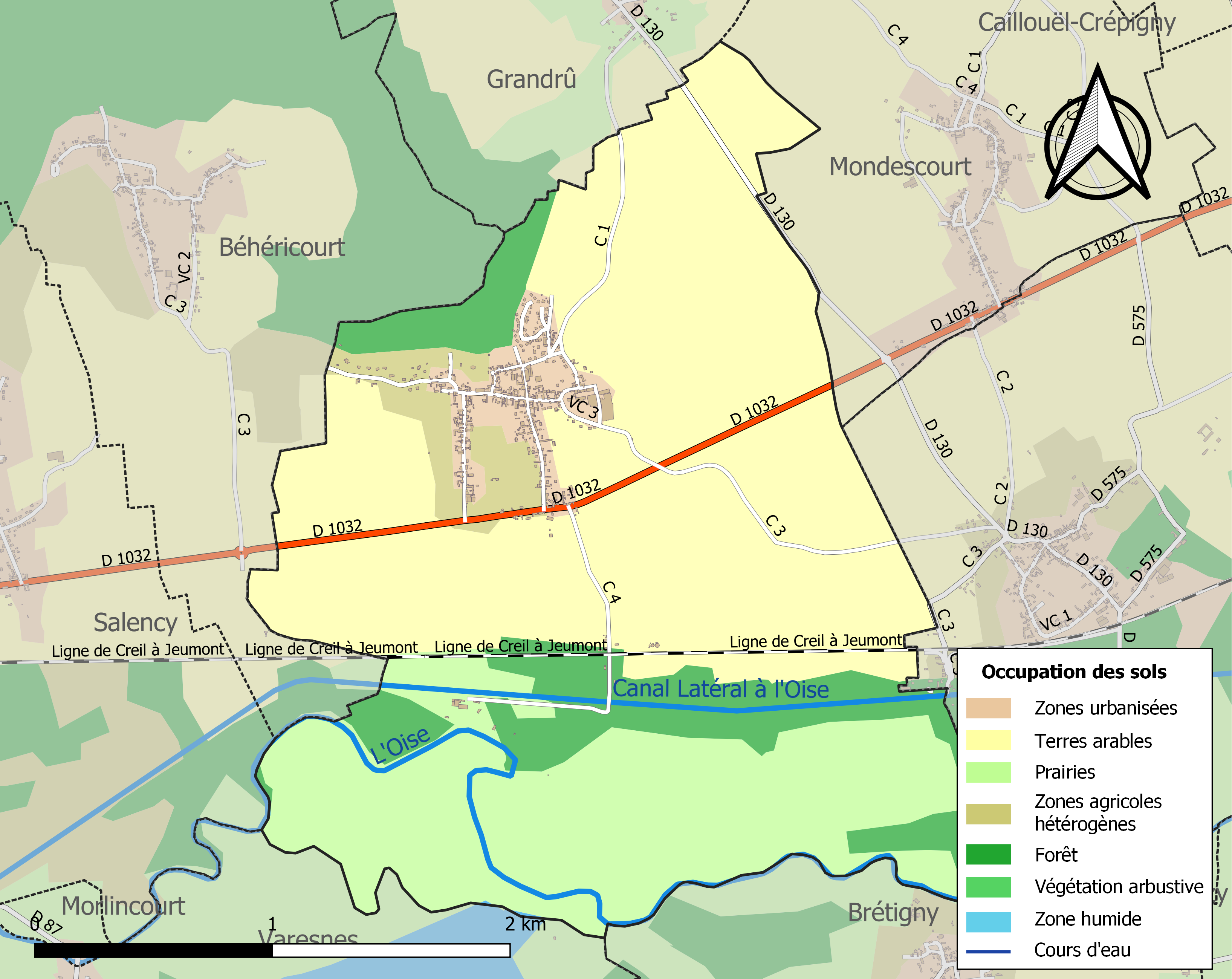
Carte des infrastructures et de l'occupation des sols de la commune en 2018 (CLC).

### Voies de communication et transports
La commune est desservie, en 2023, par la ligne 672 du réseau interurbain de l'Oise.

## Toponymie
Attesté sous la forme Batbudium en 986.

La graphie actuelle est inspirée d'une étymologie populaire « bat bœuf ».
Le second élément pourrait être issu du germanique *bud- (cf. allemand Bude, néerlandais boede) signifiant « abri » précédé du nom de personne germanique Baddo.
Homophonie avec Basbeuf (ou Babeuf), écart de Saint-Léonard (Seine-Maritime) qui contient peut-être l'appellatif normand d'origine norroise -both > -beuf de même signification (Cf. Toponymie normande : Elbeuf, Daubeuf, Criquebeuf, etc.), précédé d'un élément indéterminé.

## Politique et administration
| Période                                  | Période                     | Identité       | Étiquette | Qualité                                               |
| ---------------------------------------- | --------------------------- | -------------- | --------- | ----------------------------------------------------- |
| Les données manquantes sont à compléter. |                             |                |           |                                                       |
| 4 janvier 1950                           |                             | Joseph Belory  |           |                                                       |
| Les données manquantes sont à compléter. |                             |                |           |                                                       |
| 1985                                     | 2003                        | René Tertieux  |           | Démissionnaire                                        |
| 2003                                     | novembre 2020               | Daniel Doligé  | DVD       | Salarié de bureau d'étude retraité Décédé en fonction |
| 2021                                     | En cours (au 20 avril 2023) | Marina Martins |           |                                                       |

## Population et société

### Démographie

#### Évolution démographique
L'évolution du nombre d'habitants est connue à travers les recensements de la population effectués dans la commune depuis 1793. Pour les communes de moins de 10 000 habitants, une enquête de recensement portant sur toute la population est réalisée tous les cinq ans, les populations de référence des années intermédiaires étant quant à elles estimées par interpolation ou extrapolation. Pour la commune, le premier recensement exhaustif entrant dans le cadre du nouveau dispositif a été réalisé en 2004.

En 2022, la commune comptait 514 habitants, en évolution de −2,28 % par rapport à 2016 (Oise : +0,87 %, France hors Mayotte : +2,11 %).
| 1793 | 1800 | 1806 | 1821 | 1831 | 1836 | 1841 | 1846 | 1851 |
| ---- | ---- | ---- | ---- | ---- | ---- | ---- | ---- | ---- |
| 568  | 562  | 614  | 604  | 619  | 601  | 601  | 631  | 634  |

| 1856 | 1861 | 1866 | 1872 | 1876 | 1881 | 1886 | 1891 | 1896 |
| ---- | ---- | ---- | ---- | ---- | ---- | ---- | ---- | ---- |
| 556  | 527  | 503  | 488  | 512  | 530  | 600  | 586  | 565  |

| 1901 | 1906 | 1911 | 1921 | 1926 | 1931 | 1936 | 1946 | 1954 |
| ---- | ---- | ---- | ---- | ---- | ---- | ---- | ---- | ---- |
| 579  | 568  | 490  | 386  | 440  | 432  | 418  | 397  | 414  |

| 1962 | 1968 | 1975 | 1982 | 1990 | 1999 | 2004 | 2006 | 2009 |
| ---- | ---- | ---- | ---- | ---- | ---- | ---- | ---- | ---- |
| 436  | 423  | 357  | 510  | 589  | 532  | 490  | 476  | 516  |

| 2014 | 2019 | 2022 | - | - | - | - | - | - |
| ---- | ---- | ---- | - | - | - | - | - | - |
| 530  | 509  | 514  | - | - | - | - | - | - |

#### Pyramide des âges
La population de la commune est relativement jeune.
En 2018, le taux de personnes d'un âge inférieur à 30 ans s'élève à 33,2 %, soit en dessous de la moyenne départementale (37,3 %). À l'inverse, le taux de personnes d'âge supérieur à 60 ans est de 25,3 % la même année, alors qu'il est de 22,8 % au niveau départemental.
En 2018, la commune comptait 259 hommes pour 256 femmes, soit un taux de 50,29 % d'hommes, légèrement supérieur au taux départemental (48,89 %).
Les pyramides des âges de la commune et du département s'établissent comme suit.
| Hommes | Classe d’âge | Femmes |
| ------ | ------------ | ------ |
| 0,0    | 90 ou +      | 1,6    |
| 7,8    | 75-89 ans    | 7,5    |
| 16,8   | 60-74 ans    | 17,0   |
| 17,6   | 45-59 ans    | 20,6   |
| 22,7   | 30-44 ans    | 22,1   |
| 12,5   | 15-29 ans    | 11,9   |
| 22,7   | 0-14 ans     | 19,4   |

| Hommes | Classe d’âge | Femmes |
| ------ | ------------ | ------ |
| 0,5    | 90 ou +      | 1,4    |
| 5,5    | 75-89 ans    | 7,6    |
| 15,6   | 60-74 ans    | 16,3   |
| 20,8   | 45-59 ans    | 20     |
| 19,4   | 30-44 ans    | 19,4   |
| 17,6   | 15-29 ans    | 16,2   |
| 20,6   | 0-14 ans     | 19,1   |

## Lieux et monuments

### Galerie

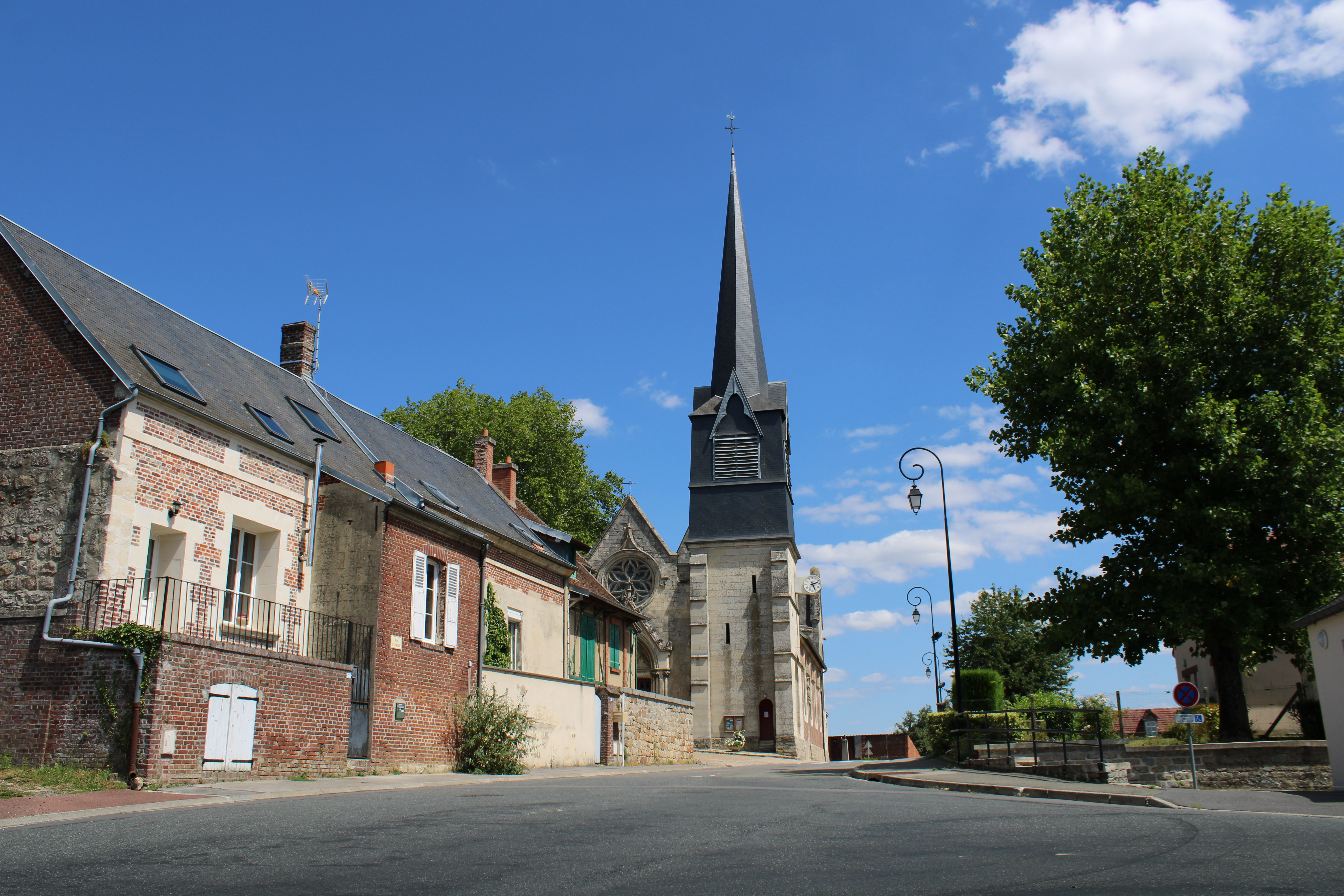
La place de l'église.
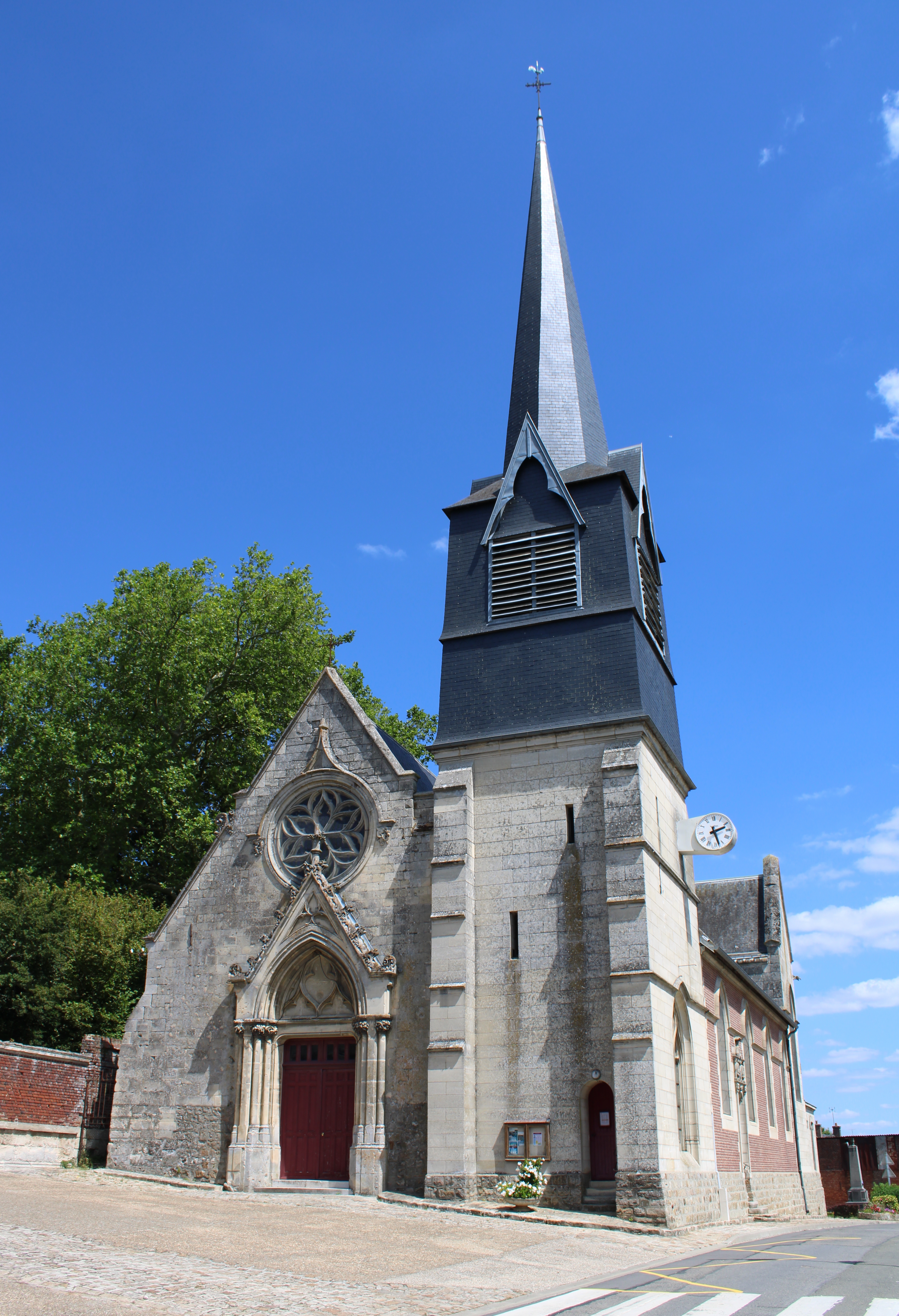
L'église
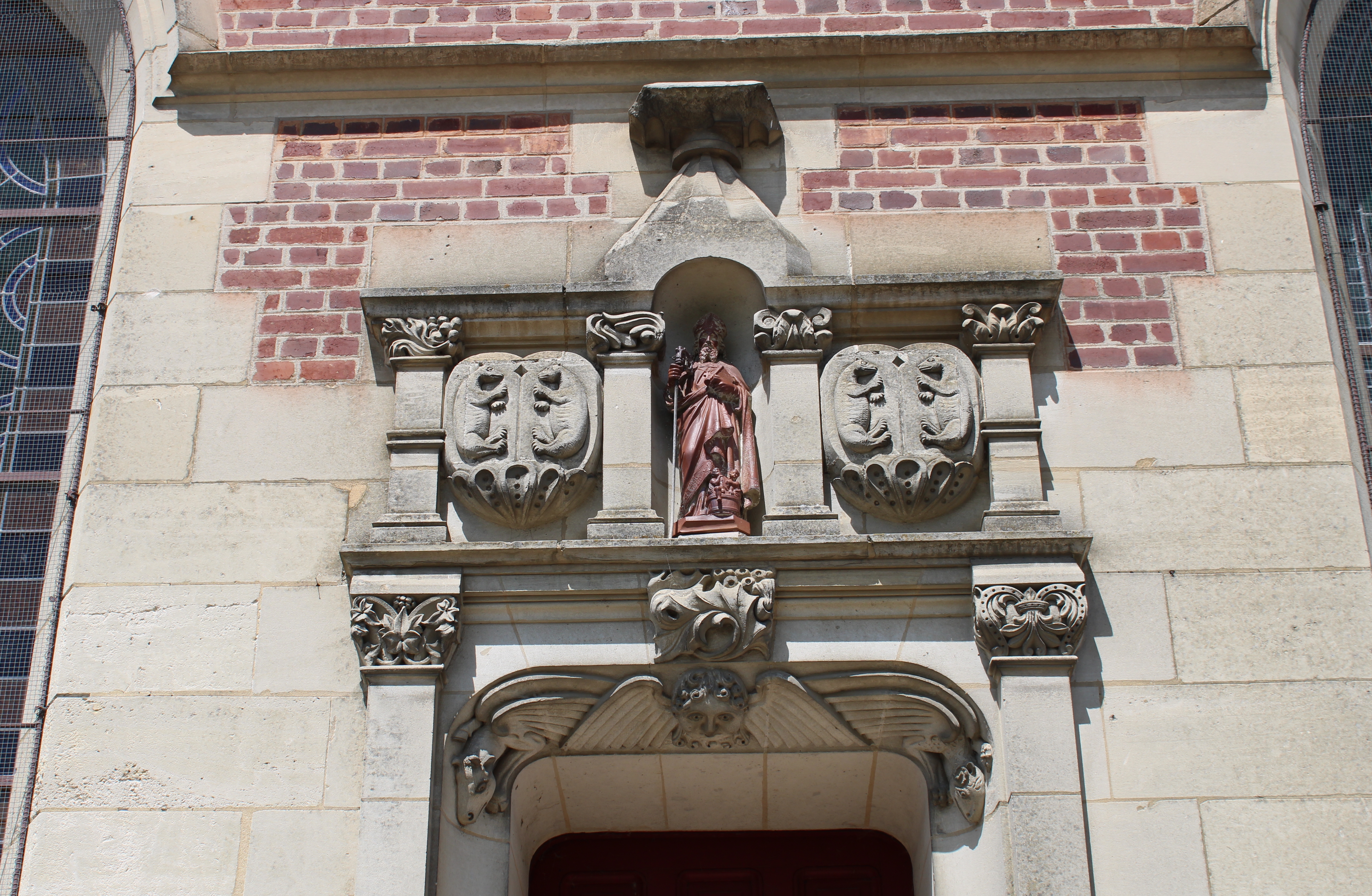
Détail du linteau de la porte latérale de l'église.
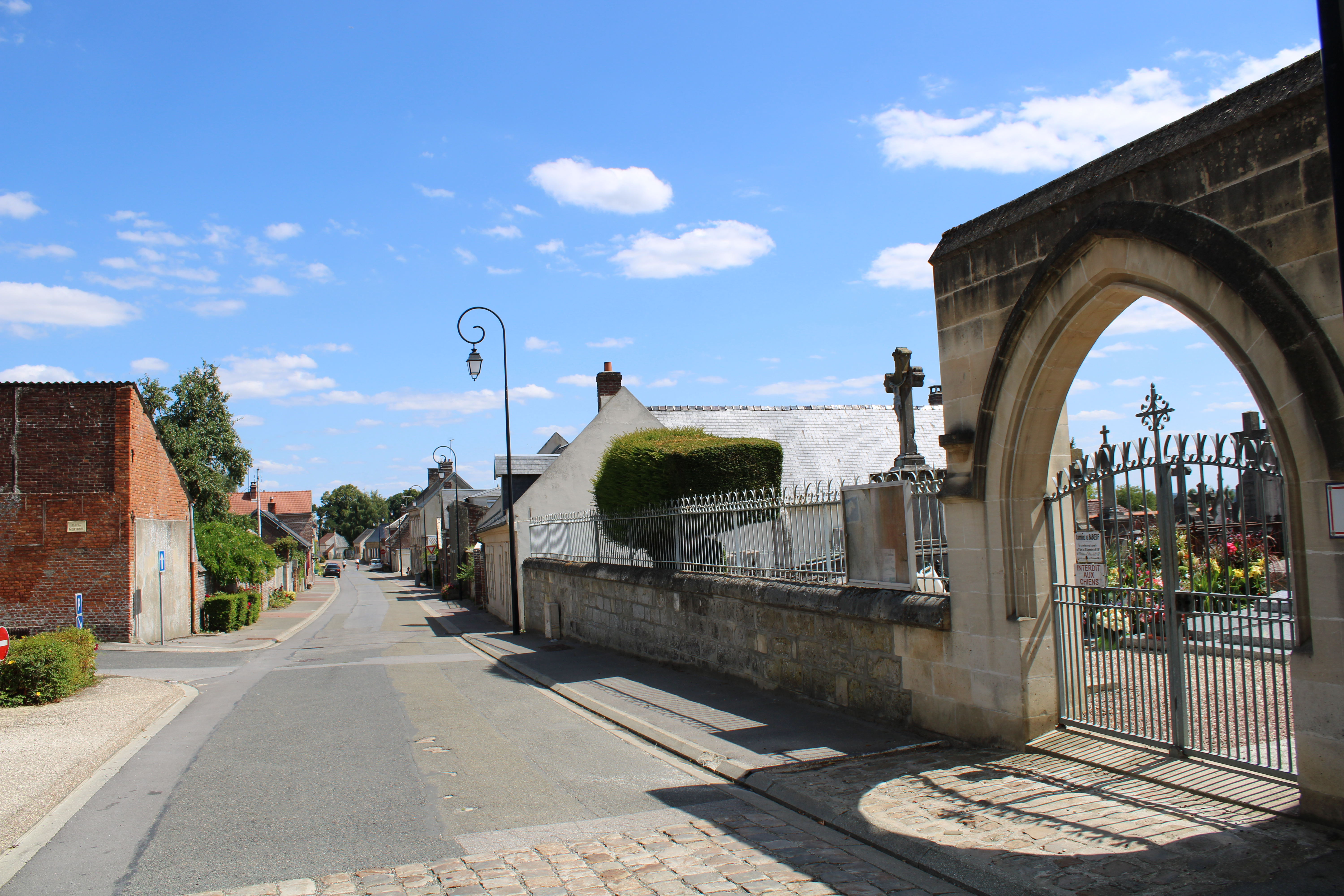
Le portail du cimetière.
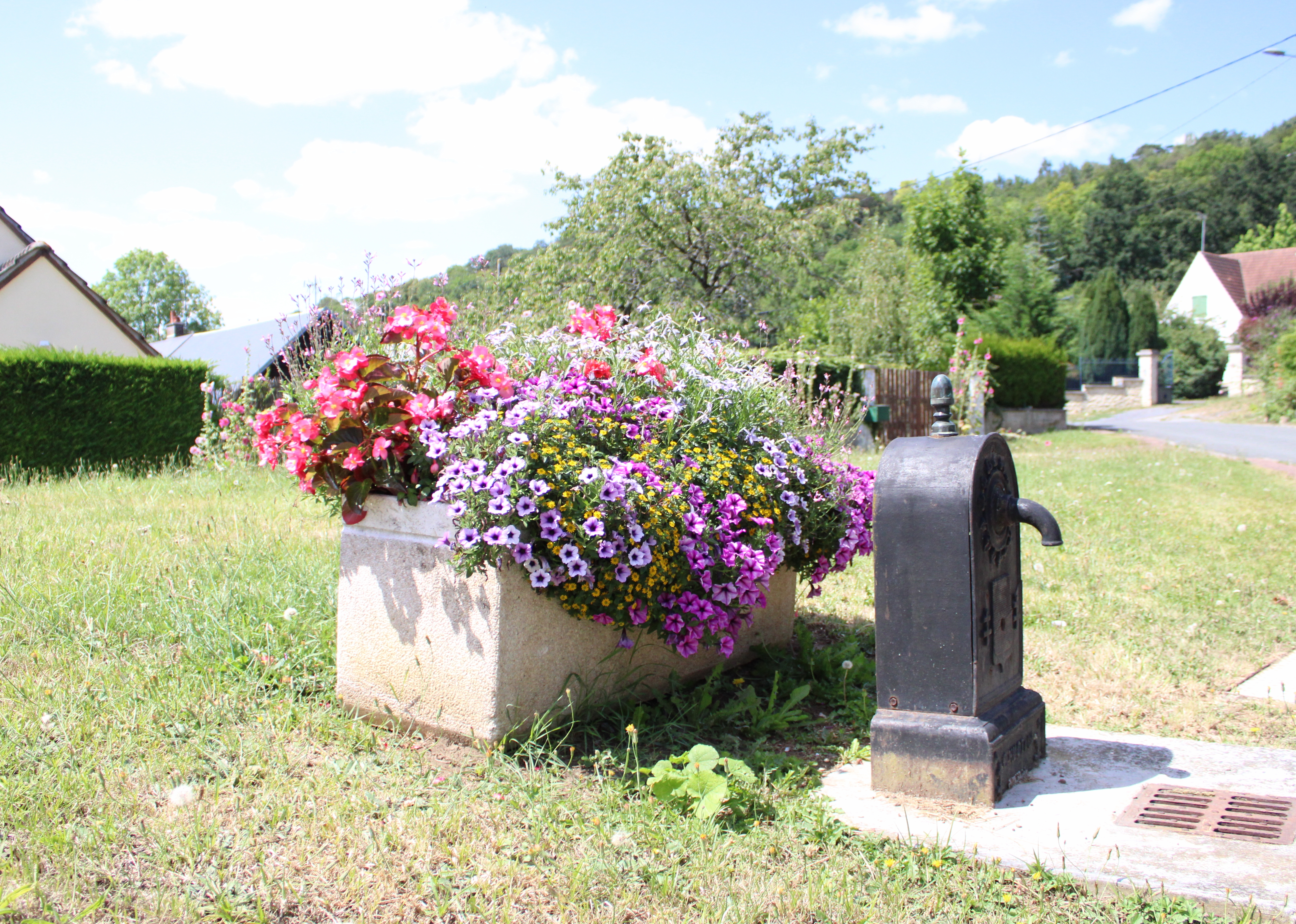
Vieille fontaine publique décorée.

## Personnalités liées à la commune
- Emmanuel Robin, romancier, auteur de L'Accusé, est né à Babœuf le 22 mai 1900.